# СМ-92 Финист
СМ-92 «Фини́ст» — многоцелевой транспортный легкомоторный самолёт, спроектированный фирмой Техноавиа. Производится Смоленским авиационным заводом.

## История
Первый полёт прототипа состоялся 28 декабря 1993 года спустя полтора года с начала работ над проектом.
Самолёт СМ-92 — цельнометаллический высокоплан. Силовая установка состоит из воздушного винта и двигателя М-14П (позднее — М-14Х). Доступ в салон осуществляется через грузопассажирскую дверь, находящуюся на левом борту фюзеляжа. При открывании она сдвигается назад, открывая проём размером 1100×1200 мм.
В 1995 году на СМ-92 был осуществлён кругосветный перелёт, в ходе которого пройдено около 30 тысяч километров за 160 часов.
СМ-92, в целом хоть и показал себя перспективной разработкой, долгое время не мог пройти сертификацию. Плюс к этому устанавливающийся на машину бензиновый двигатель М-14 (альтернативы которому в России не производилось) имел недостаточную мощность для самолётов подобного типа. А для установки подходящего зарубежного двигателя с последующей сертификацией у фирмы «Техноавиа» не хватало средств. Поэтому разработчики были вынуждены продать проект сторонней фирме с условием совместной сертификации. За работу взялась словацкая авиастроительная компания «Aerotech Slovakia», которая в итоге сертифицировала СМ-92 по европейским нормам, установив на него двигатель Walter M-601F. Словацкий SMG-92 Turbo Finist совершил первый полёт 6 ноября 2000 года.

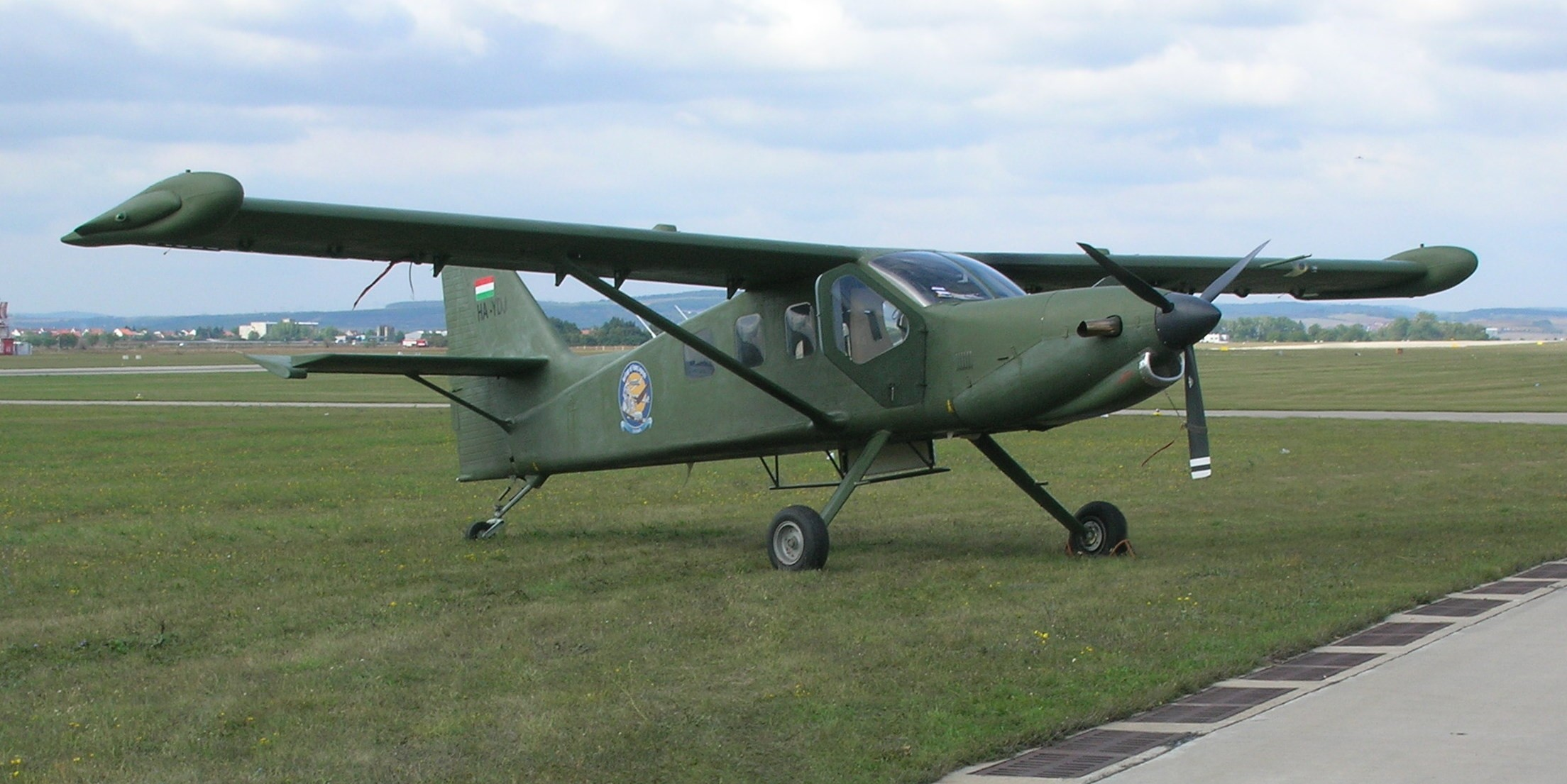
SMG-92 Turbo Finist

Озвучивались планы АО "НПЦ газотурбостроения "САЛЮТ" по разработке отечественного двигателя ТВ-500С мощностью 630 л.с. для использования в самолете СМ-92Т.

## Модификации
- СМ-92 — базовая модель.
- СМ-92П — модификация для Пограничной службы РФ. Выпущено 5 единиц[2].
- СМ-92Т — модификация с двигателем Walter M-601F[англ.] (780 л.с.)
- SMG-92 Turbo Finist — модификация с двигателем Walter M-601D2[англ.], производимая фирмой Aerotech Slovakia. Часть выпущенных ранее СМ-92 были дооборудованы до этой модификации.
- Zlín Z-400 — чешский многоцелевой самолёт на базе СМ-92 с двигателем Orenda OE600A[англ.]. Построен 1 прототип. Первый полёт 23 мая 2002 года. В настоящее время проект приостановлен[6].

## Лётно-технические характеристики (СМ-92Т «Турбо-Финист»)

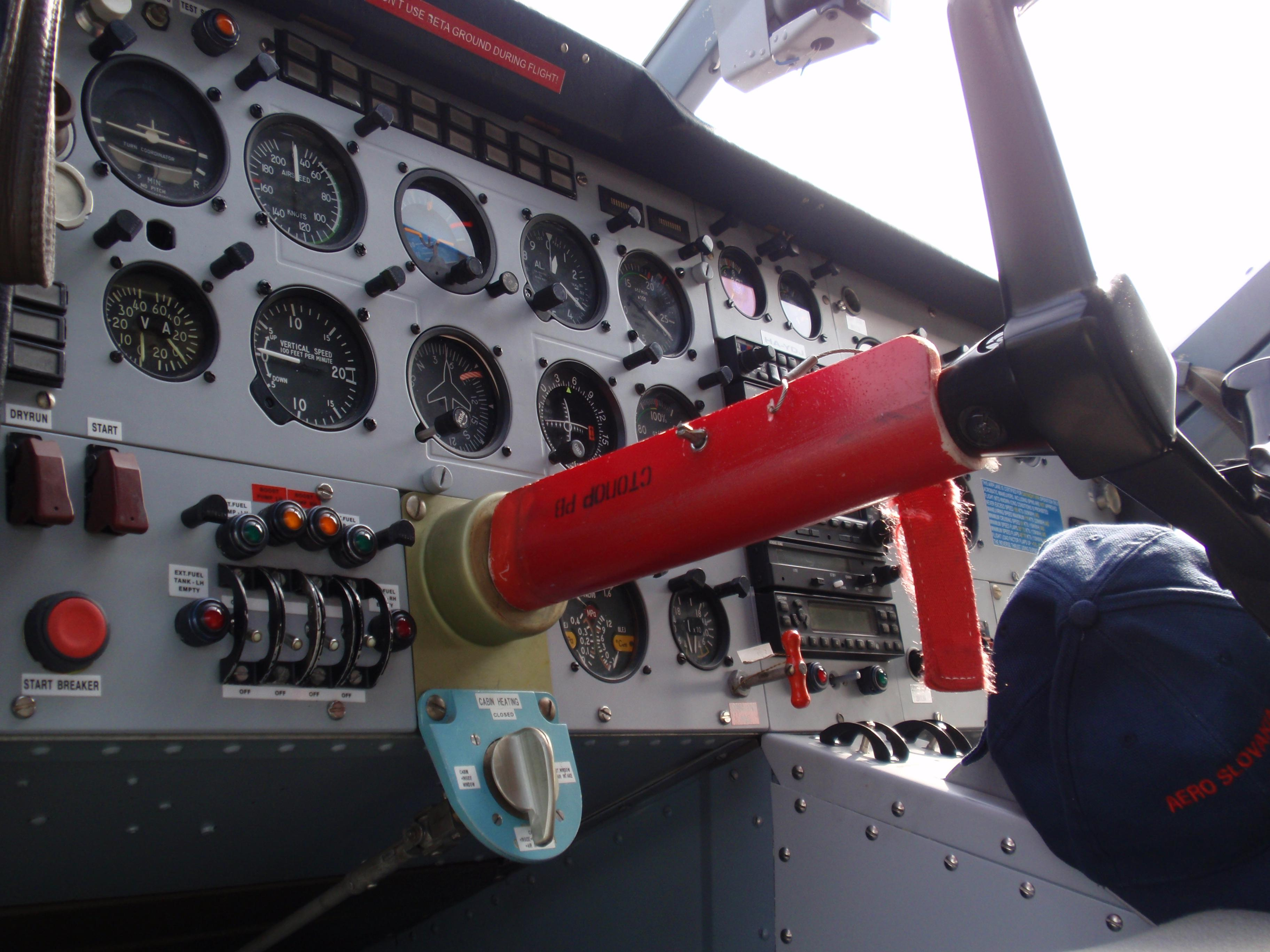
Приборная панель СМ-92Т

Источник данных: Сайт ОАО «Смоленский авиационный завод»

Технические характеристики
- Экипаж: 1-2
- Пассажировместимость: 7
- Грузоподъёмность: 900 кг
- Длина: 9,974 м
- Размах крыла: 14,6 м
- Высота: 4,182 м
- Площадь крыла: 20,4 м2
- Масса пустого: 1650 кг
- Максимальная взлётная масса: 3000 кг
- Масса топлива во внутренних баках: 608 кг
- Силовая установка: 1 × ТВД Walter M-601F[англ.]
- Мощность двигателей: 1 × 780 л.с. (1 × 580 кВт)
- Воздушный винт: V508Е/99В

Лётные характеристики
- Максимальная скорость: 325 км/ч
- Крейсерская скорость: 190-210 км/ч
- Скорость сваливания: 108 км/ч
- Практическая дальность: 880 км
- Скороподъёмность: 6,8 м/с
- Длина разбега: 340 м
- Длина пробега: 530 м (580 м без реверса тяги)

## Потери
| Дата       | Бортовой номер | Место аварии  | Жертвы | Краткое описание                                                                         |
| ---------- | -------------- | ------------- | ------ | ---------------------------------------------------------------------------------------- |
| 13.02.1999 | Россия         | около Орла    | 4/4    | Вероятная причина катастрофы — обледенение. Погибли два пилота и пассажиры.              |
| 13.12.2009 | RA-0257G       | близ Калачёво | 8/8    | Свалился в штопор во время набора высоты из-за перегруза. Пилот и 7 парашютистов погибли |

## Операторы
- Пограничная служба Федеральной службы безопасности Российской Федерации - 16 СМ-92, по состоянию на 2016 год[10]